# Syconycteris carolinae
Espèce
Statut de conservation UICN

 VU  : Vulnérable
Syconycteris carolinae, appelée communément Syconyctère de Halmahera, est une espèce de grande chauve-souris de la famille des Pteropodidae.
Elle est endémique des îles de Halmahera et Bacan, au nord des Moluques.
L'UICN estime que Syconycteris carolinae est une espèce vulnérable : sa zone de présence est inférieure à 20 000 km2, elle n'est connue que de trois endroits et il y a un déclin continu de l'étendue et de la qualité de son habitat en raison de la destruction accrue de l'habitat. Une étude menée en 2017 a classé l'espèce parmi les 8 premières priorités de recherche parmi les chauves-souris endémiques de l'île, en fonction de la situation de la conservation et de la disponibilité des données actuelles.

## Source de la traduction
- (en) Cet article est partiellement ou en totalité issu de l’article de Wikipédia en anglais intitulé « Halmahera blossom bat » (voir la liste des auteurs).